# Phyllastrephus albigula
El bulbul de las Usambara (Phyllastrephus albigula) es una especie de ave paseriforme de la familia Pycnonotidae endémica de las montañas Usambara y Nguru de Tanzania.

## Taxonomía
El bulbul de las Usambara fue descrito científicamente por el ornitólogo alemán Hermann Grote, como una especie del género Macrosphenus. Posteriormente fue considerado una subespecie del bubul chico (Phyllastrephus debilis). En 2009 volvió a clasificarse como especie separada.

## Distribución y hábitat
Se encuentra únicamente en las montañas Usambara y Nguru, en el noreste y este de Tanzania respectivamente. Su hábitat natural son los bosques húmedos tropicales de montaña, y las zonas de matorral de montaña tropical.